# LTG Cargo
AB LTG Cargo ist die Güterverkehrstochter der Litauischen Staatsbahn (LTG) und ein Eisenbahnverkehrsunternehmen in Litauen. 

## Geschichte
LTG Cargo wurde im Mai 2019 als LG Cargo gegründet und ein Jahr später aus patriotischen Gründen in LTG Cargo umbenannt. 
Zu Jahresbeginn 2025 hat die LTG Cargo den Güterwagenpool der Bahnen der Gemeinschaft Unabhängiger Staaten (GUS) verlassen.
Im Jahr 2020 erwirtschafteten 3200 Mitarbeiter bei LTG Cargo einen Umsatz von knapp 400 Millionen Euro im Schienengüterverkehr. Die Transportleistung lag im gleichen Jahr bei 15,9 Milliarden tkm. Ende April 2022 wurde die Entlassung von 1200 Mitarbeitern angekündigt.

## Fuhrpark

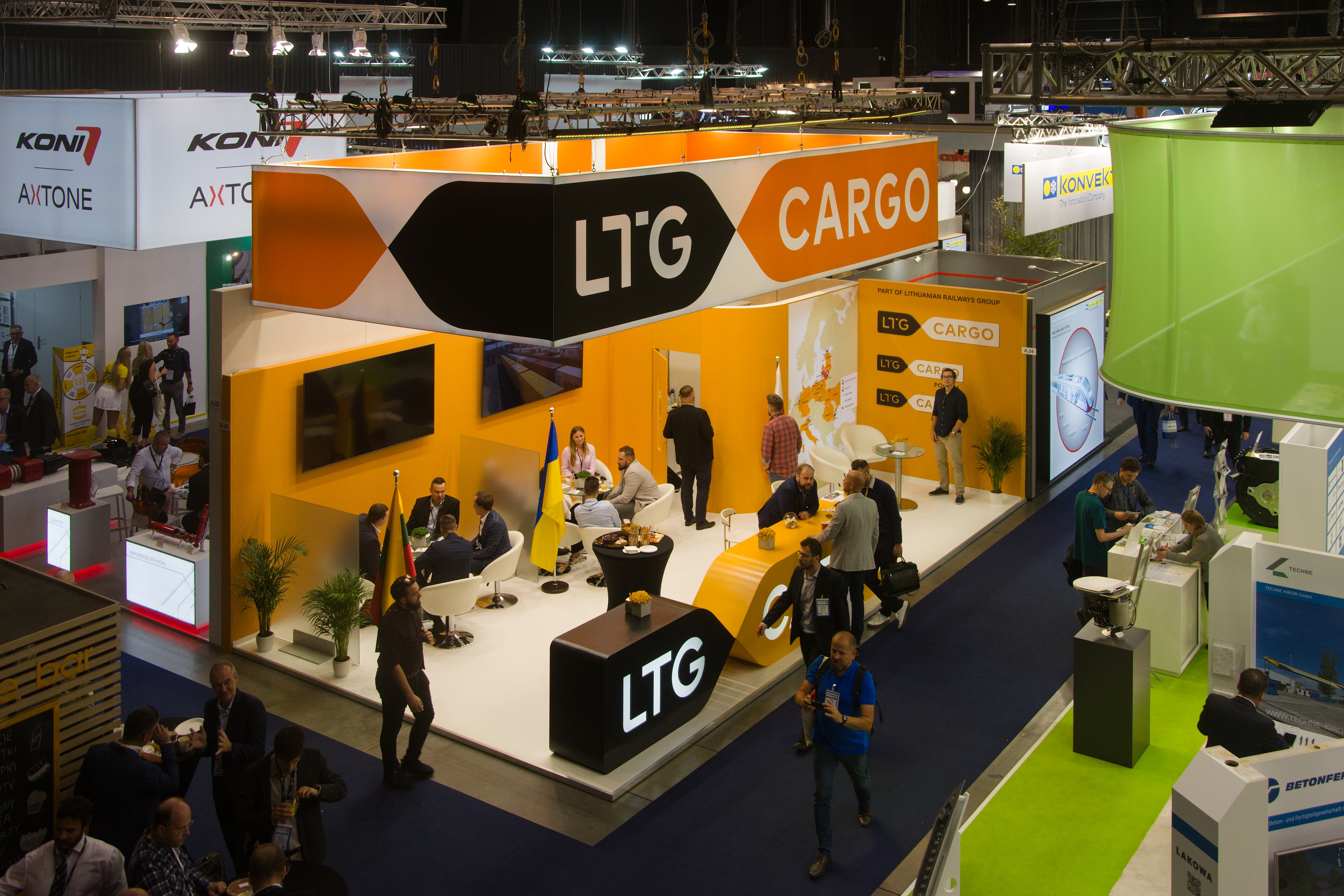
Der LTG Cargo-Stand auf der Messe Trako 2023

Zur Flotte gehören 171 Lokomotiven und 7500 Güterwagen. Basis des für den Güterverkehr eingesetzten Triebfahrzeugparks in Litauen sind die dieselelektrischen Lokomotiven der Baureihen 2M62 und ER20. Stadler Rail und LTG Cargo haben Ende 2024 einen Vertrag über die Lieferung von 17 Elektrolokomotiven unterzeichnet. Die Güterwagen der LTG Cargo waren bis 2025 beim Eisenbahnverkehrsrat der GUS-Staaten mit Sitz in Moskau registriert, eine Einrichtung, die diese Aufgabe für alle Bahnen russischer Breitspur wahrnimmt. Aufgrund des Angriffskriegs Russlands auf die Ukraine sollen alle Fahrzeuge bis 2026 in das Europäische Fahrzeugeinstellungsregister (European Vehicle Register / EVR) umgeschrieben werden.

## LTG Cargo Polska
Mit dem Tochterunternehmen LTG Cargo Polska Sp. z o.o. bietet LTG Cargo seine Leistungen seit 2020 auch im Nachbarland Polen an. Für den Verkehr in Polen wurden Lokomotiven Pesa Gama angemietet.
Seit Januar 2024 steht auch die erste von ELL gemietete SIEMENS Vectron zur Verfügung.
LTG Cargo Polska beschäftigt 120 Personen und hat Büros in Warschau und Kattowitz. Das Unternehmen betreibt 350 Wagen und 28 Lokomotiven für das europäische Schienennetz.

## LTG Tech

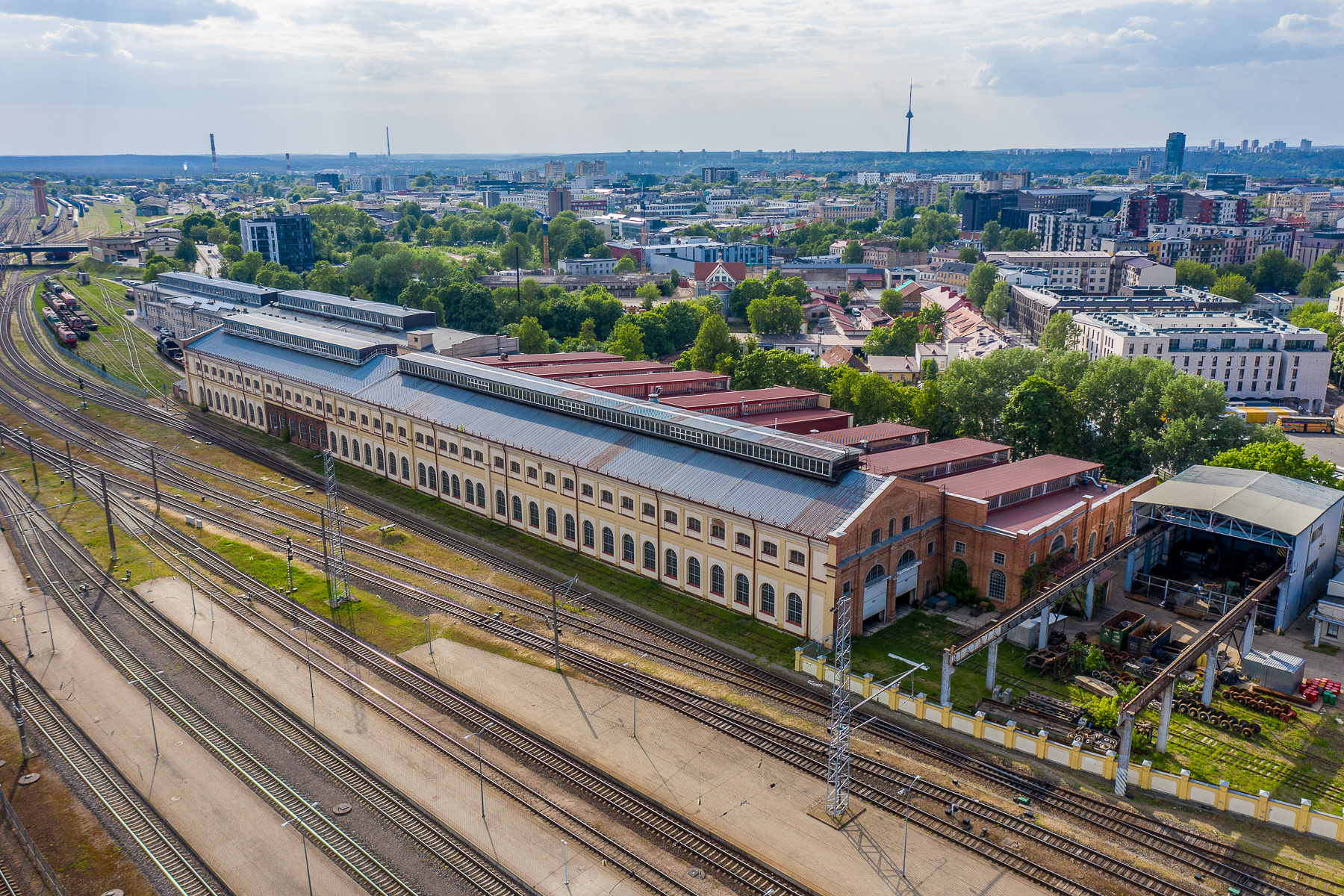
Blick auf das Ausbesserungswerk (ehemals VLRD) 2023

Das Unternehmen Vilniaus lokomotyvų remonto depas (VLRD) wurde 2003 im Anschluss an eine Umstrukturierung der „Lietuvos geležinkeliai“ (damals: LG) gegründet. Der Gesellschaftszweck war die Herstellung und die Instandhaltung von Schienenfahrzeugen. Die LG war einziger Gesellschafter und anfangs der größte Kunde von VLRD.
VLRD verschmolz Anfang 2021 mit LTG Cargo. Als LTG Tech ist es jetzt der technische Service der LTG Cargo.
LTG Tech hat seine Wurzeln in einem 1884 eröffneten Dampflok-Depot. Hier wurden Anfang des 21. Jahrhunderts Diesellokomotiven der Baureihen TGM4, TEM2, ČME3, TGK2 und 2M62 modernisiert.